# B.B.B
B.B.B é o sétimo mini-álbum do girl group sul-coreano Dal Shabet. O álbum foi lançado digitalmente e fisicamente em 8 de janeiro de 2014. "B.B.B (Big Baby Baby)" serviu como single promocional.

## Antecedentes e lançamento
O lançamento do álbum de Dal Shabet foi anunciado em 12 de dezembro de 2013. A Happy Face Entertainment revelou, "Dal Shabet estará retornando na segunda semana de janeiro. Elas estão lançando um álbum com uma aparência madura." Em 2 de janeiro de 2014, Dal Shabet divulgou fotos conceituais para seu próximo álbum, que mostram um lado mais sombrio e maduro do grupo. Um vídeo teaser para "B.B.B (Big Baby Baby)" foi lançado em 6 de janeiro de 2014. O álbum foi lançado digitalmente e fisicamente em 8 de janeiro de 2014.

## Composição
O álbum é composto por seis faixas; cinco canções novas e uma instrumental. A faixa promocional foi co-criada pelo famoso produtor coreano Shinsadong Tiger e a equipe de produção Beomi, Nangi. Beomi, Nangi também produziram a faixa número quatro, "Memories of You". A equipe de produção BEATAMIN emprestou sua ajuda com a criação de "REWIND". BEATAMIN já havia trabalhado anteriormente com Dal Shabet na criação das canções "Enter Dalshabet (Intro)" e "Come Closer (ft. Nassun)" do seu álbum Bang Bang. Este álbum marca a segunda vez que integrantes do Dal Shabet se envolveram com a produção da sua música. Subin escreveu a letra e compôs a canção "Just Pass By", que foi co-escrita e conta com a participação de Ilhoon, do BtoB.

## Promoções
Em 5 de janeiro de 2014, Dal Shabet apareceu no programa de televisão militar Real Men, onde elas apresentaram sua faixa-título para as tropas. Em 8 de janeiro de 2014, o grupo fez uma apresentação de comeback no Dome Art Hall para seus fãs. A exibição foi usada para promover e revelar o álbum pela primeira vez. O grupo iniciou as promoções televisivas de seu álbum em 9 de janeiro de 2014, apresentando-se no M! Countdown da Mnet.

## Lista de faixas
| N.º            | Título                                                | Letras                         | Música                         | Duração |  |
| 1.             | "REWIND"                                              | BEATAMIN, Benny Banana         | BEATAMIN                       | 3:36    |  |
| 2.             | "B.B.B (Big Baby Baby)"                               | Shinsadong Tiger, Beomi, Nangi | Shinsadong Tiger, Beomi, Nangi | 3:40    |  |
| 3.             | "Just Pass By (solo de Subin) (feat. Ilhoon do BtoB)" | Subin, Ilhoon                  | Subin                          | 3:45    |  |
| 4.             | "Memories of You"                                     | Beomi, Nangi                   | Beomi, Nangi                   | 3:15    |  |
| 5.             | "B.B.B (Big Baby Baby)" (Remix de S.Tiger)            | Shinsadong Tiger, Beomi, Nangi | Shinsadong Tiger, Beomi, Nangi | 3:40    |  |
| 6.             | "B.B.B (Big Baby Baby)" (Instrumental)                |                                | Shinsadong Tiger. Beomi, Nangi | 3:40    |  |
| Duração total: | Duração total:                                        | Duração total:                 | Duração total:                 | 21:36   |  |

## Desempenho nas paradas

### Single
| Título                  | Melhores posições | Melhores posições       |
| Título                  | KOR               | USA                     |
| Título                  | Gaon              | Billboard K-Pop Hot 100 |
| ----------------------- | ----------------- | ----------------------- |
| "B.B.B (Big Baby Baby)" | 16                | 15                      |